# UFC 100
UFC 100  è stato un evento di arti marziali miste tenuto dalla Ultimate Fighting Championship l'11 luglio 2009 a Las Vegas, Nevada.

## Retroscena
L'evento includeva due incontri per la cintura di campione (pesi massimi e pesi welter) e un incontro tra i due allenatori dell'ultima stagione del reality The Ultimate Fighter trasmesso su Spike TV. L'incontro principale era un rematch tra il campione UFC dei pesi massimi Brock Lesnar e il campione ad interim UFC dei pesi massimi Frank Mir. L'incontro per l'unificazione dei due titoli si è reso necessario quando l'ex campione dei pesi massimi Randy Couture lasciò la federazione per problemi contrattuali mentre era ancora in possesso del titolo. Durante la sua assenza la UFC creò il titolo ad interim dei pesi massimi che Minotauro Nogueira vinse battendo Tim Sylvia. Nogueira e Mir erano gli allenatori dei contrapposti team a The Ultimate Fighter: Team Nogueira vs Team Mir e combatterono appunto per il titolo ad interim a UFC 92.
Durante le registrazioni del programma televisivo, Couture tornò alla compagnia e il presidente UFC Dana White annunciò che avrebbe difeso il titolo contro Brock Lesnar a UFC 91: questo significava che i vincitori degli incontri Couture-Lesnar e Nogueira-Mir si sarebbero affrontati per l'unificazione del titolo. Nel suo quarto combattimento da professionista, Lesnar sconfisse Couture per KO tecnico diventando campione dei pesi massimi; Mir invece fu incoronato campione ad interim dopo essere stato il primo fighter della storia a mettere KO Minotauro Nogueira. Il match tra i due vincitori era previsto per UFC 98 ma a causa di un infortunio al ginocchio subìto da Mir fu posticipato a UFC 100, in quello che sarebbe stato il rematch della sconfitta al debutto di Lesnar in UFC che Mir aveva vinto per sottomissione.
Nel co-main event Georges St-Pierre difese il suo Welterweight Championship contro il brasiliano Thiago Alves; questi, detto "il Pitbull", veniva da cinque vittorie consecutive contro tre dei migliori pesi welter della federazione come Josh Koscheck, Matt Hughes e Karo Parisyan mentre St-Pierre arrivava dalle due difese favorevoli del titolo contro Jon Fitch e l'UFC Lightweight Champion B.J. Penn.
Il terzo match della card principale vide contrapposti due lottatori al top della categoria dei pesi medi, Dan Henderson e Michael Bisping; i due erano stati gli allenatori della nona stagione di The Ultimate Fighter (The Ultimate Fighter: United States vs. United Kingdom), con Henderson a guidare il Team USA e Bisping a capo del Team UK.
L'evento segna anche il debutto in UFC della leggenda del K-1 ex Light-Heavyweight Champion Yoshihiro Akiyama contro Alan Belcher.
Questo evento ha vinto il premio di evento dell'anno 2009 da Sherdog ed è ancora oggi l'evento UFC in pay-per-view con il maggior numero di spettatori.

## Risultati
|                                                   | Divisione         |                       |                 |                 | Metodo                                      | Round           | Tempo           | Premio          |
| Card Principale                                   | Card Principale   | Card Principale       | Card Principale | Card Principale | Card Principale                             | Card Principale | Card Principale | Card Principale |
| ------------------------------------------------- | ----------------- | --------------------- | --------------- | --------------- | ------------------------------------------- | --------------- | --------------- | --------------- |
| Sfida valida per il titolo di campione indiscusso | Pesi Massimi      | Brock Lesnar (c)      | batte           | Frank Mir (ic)  | KO (pugni)                                  | 2               | 1:48            |                 |
| Sfida valida per il titolo di campione            | Pesi welter       | Georges St-Pierre (c) | batte           | Thiago Alves    | Decisione unanime (50-45, 50-44, 50-45)     | 5               | 5:00            |                 |
|                                                   | Pesi medi         | Dan Henderson         | batte           | Michael Bisping | KO (pugno)                                  | 2               | 3:20            | KOTN            |
|                                                   | Pesi welter       | Jon Fitch             | batte           | Paulo Thiago    | Decisione unanime (30–27, 29–28, 29–28)     | 3               | 5:00            |                 |
|                                                   | Pesi medi         | Yoshihiro Akiyama     | batte           | Alan Belcher    | Decisione non unanime (30–27, 28–29, 29–28) | 3               | 5:00            | FOTN            |
| Card Preliminare                                  |                   |                       |                 |                 |                                             |                 |                 |                 |
|                                                   | Pesi mediomassimi | Mark Coleman          | batte           | Stephan Bonnar  | Decisione unanime (29–28, 29–28, 29–28)     | 3               | 5:00            |                 |
|                                                   | Pesi mediomassimi | Jon Jones             | batte           | Jake O'Brien    | Sottomissione (ghigliottina modificata)     | 2               | 2:43            |                 |
|                                                   | Pesi leggeri      | Jim Miller            | batte           | Mac Danzig      | Decisione unanime (30–27, 30–27, 30–27)     | 3               | 5:00            |                 |
|                                                   | Pesi welter       | Dong Hyun Kim         | batte           | TJ Grant        | Decisione unanime (30-26, 30-26, 30-26)     | 3               | 5:00            |                 |
|                                                   | Pesi medi         | Tom Lawlor            | batte           | C.B. Dollaway   | Sottomissione (ghigliottina)                | 1               | 0:55            | SOTN            |
|                                                   | Pesi leggeri      | Shannon Gugerty       | batte           | Matt Grice      | Sottomission (ghigliottina)                 | 1               | 2:36            |                 |

### Premi
Ai vincitori dei premi Performance of the Night, Fight of the Night e Submission of the Night sono stati assegnati 100.000$:

## Compensi dichiarati
La seguente è la lista dei compensi riportata dalla commissione atletica del Nevada. Essa non include i premi degli sponsor o i bonus dati in aggiunta dall'UFC.
- Brock Lesnar: $400.000 (senza bonus vittoria) batte Frank Mir: $45 000
- Georges St-Pierre: $400.000 ($200.000 bonus vittoria) batte. Thiago Alves: $60.000
- Jon Fitch: $90.000 (include $45.000 bonus vittoria) batte Paulo Thiago: $8.000
- Dan Henderson: $250 000 ($150.000 bonus vittoria) batte Michael Bisping: $150.000
- Yoshihiro Akiyama: $60.000 ($20.000 bonus vittoria) batte Alan Belcher: $19.000
- Mark Coleman: $100.000 ($50.000 bonus vittoria) batte Stephan Bonnar: $25.000
- Jim Miller: $22.000 ($11.000 bonus vittoria) batte Mac Danzig: $20 000
- Jon Jones: $18.000 ($9.000 bonus vittoria) batte Jake O'Brien: $13.000
- Dong Hyun Kim: $58.000 ($29.000 bonus vittoria) batte T.J. Grant: $5.000
- Tom Lawlor: $16.000 ($8.000 bonus vittoria) batte C.B. Dollaway: $14.000
- Shannon Gugerty: $10.000 ($5 000 win bonus) batte Matt Grice: $7.000